# 3-methylbutanal
3-methylbutanal is een organische verbinding uit de groep van de aldehyden. In zuivere toestand is het een kleurloze tot gele vloeistof met een onaangename fruitige, vettige, dierlijke amandelgeur. Ze is matig oplosbaar in water.

## Voorkomen en synthese
3-methylbutanal wordt, in lage concentraties, aangetroffen in fruit, groenten en dranken (bijvoorbeeld in bourbon-whiskey). Tal van bloemen stellen deze stof vrij.
3-methylbutanal wordt ook industrieel bereid, bijvoorbeeld door isopreen te laten reageren met stoom. De hydroformylering van isobuteen levert eveneens 3-methylbutanal.

## Toepassingen
Een klein gedeelte van de productie wordt toegevoegd aan levensmiddelen, om de smaak van boter, cacao, chocolade, koffie en karamel te imiteren. De concentraties daarvoor zijn laag; maximaal enkele ppm. Het kan ook in tabakswaren gebruikt worden. Het is minder geschikt voor parfums.
De grootste hoeveelheid wordt gebruikt als intermediair product bij de synthese van andere verbindingen: aromastoffen, farmaceutische stoffen en andere. Het is bijvoorbeeld een tussenstap in de synthese van isophytol, dat zelf een bouwsteen is van vitamine E.

## Eigenschappen
3-methylbutanal is een vluchtige, licht ontvlambare vloeistof. Ze is irriterende voor de ogen en de huid. De dampen kunnen een explosief mengsel vormen in lucht.

## Verwante stoffen
- Pentanal
- 2-methylbutanal
- Isobutyraldehyde